# Хула (танец)

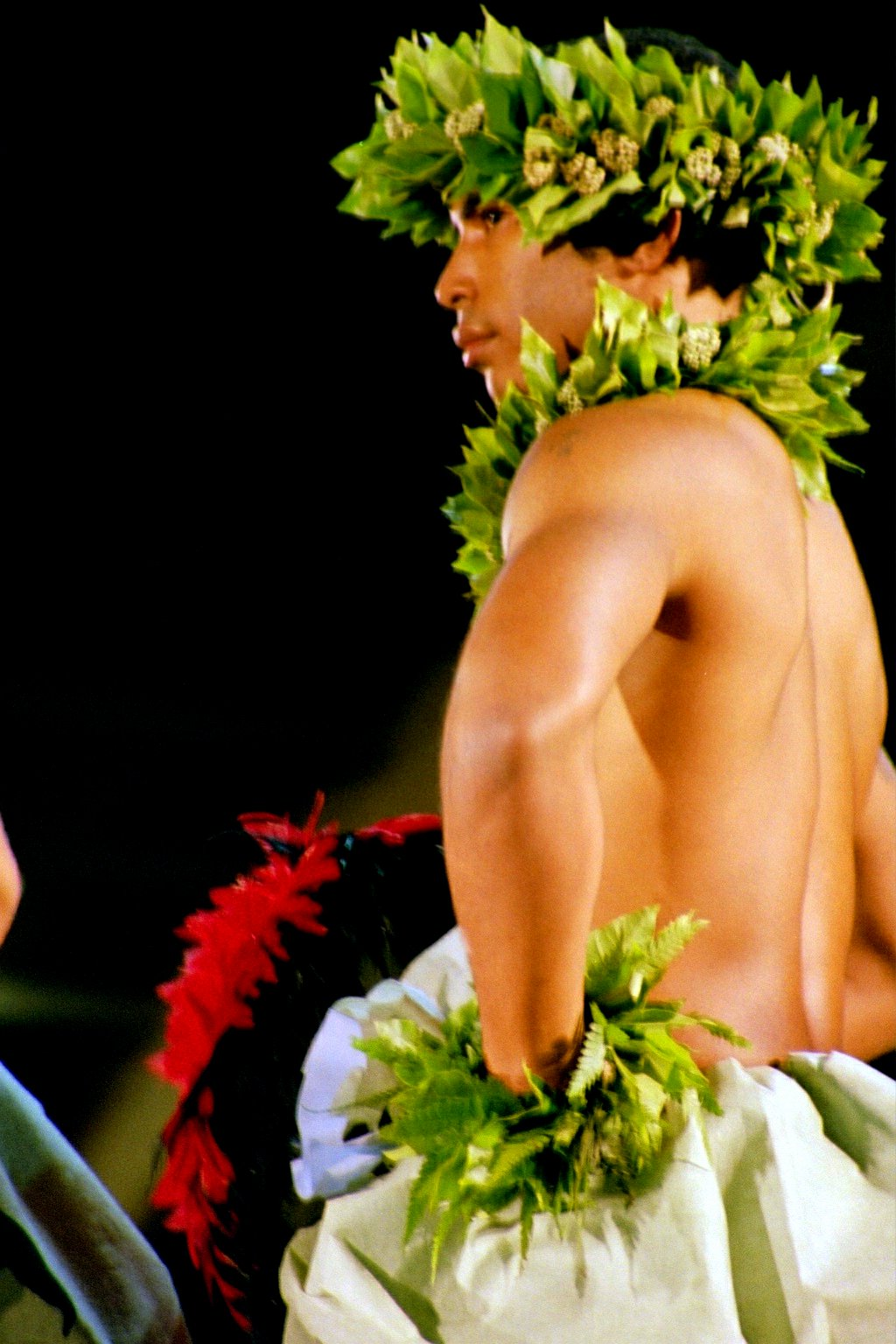
Танцор, исполняющий танец хула на одном из гавайских фестивалей

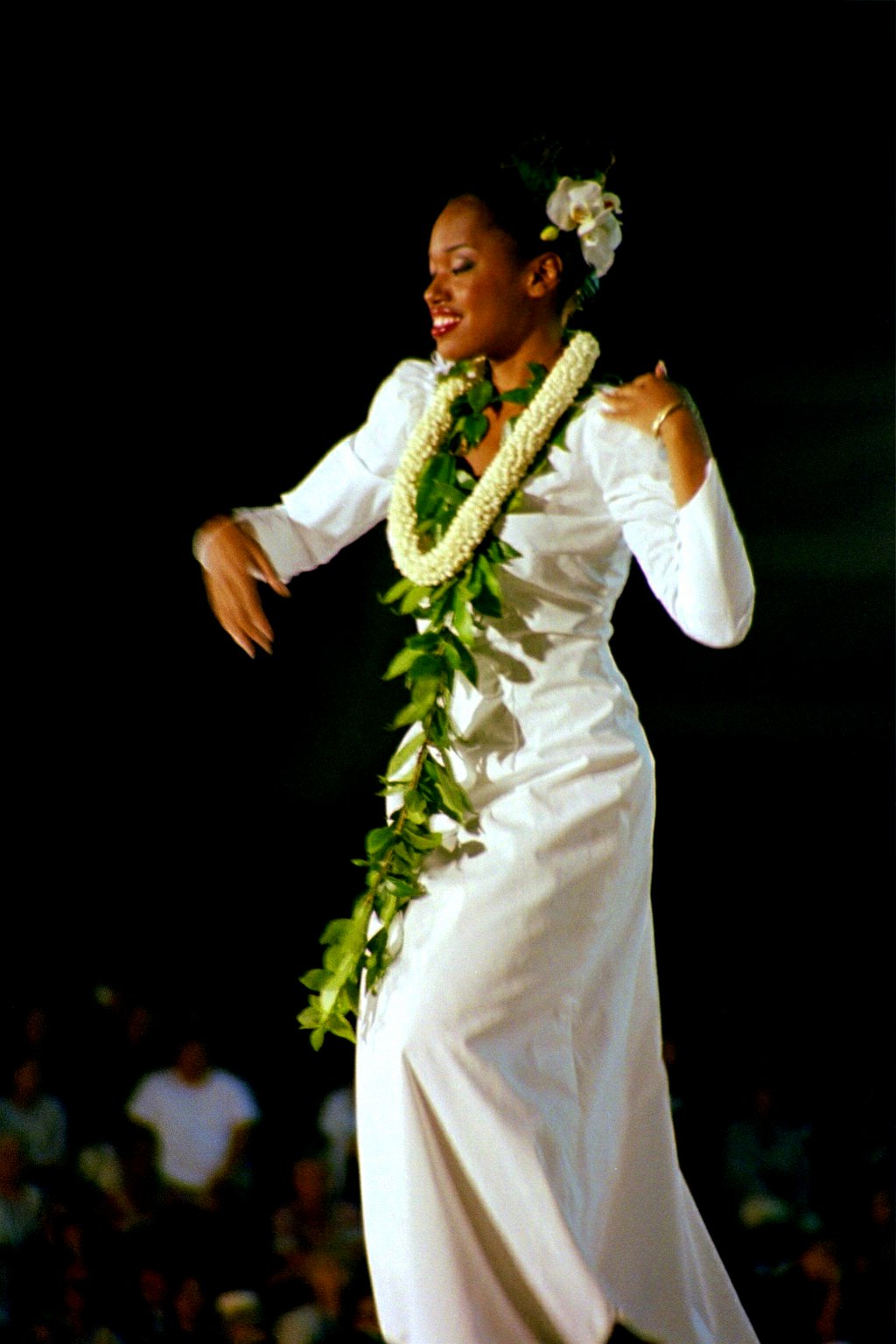
Хула ауана

Ху́ла (гав. hula) — гавайский танец, сопровождаемый ритмической музыкой и песнопением, известным под названием меле (гав. mele).
Выделяется несколько разновидностей танца:
- кахико (гав. kahiko) — древняя разновидность танца хула, который исполнялся до появления на Гавайских островах первых европейцев;
- ауана (гав. ʻauana) — разновидность хулы, которую начали исполнять в XIX—XX веках под воздействием западного влияния; исполнение этого вида хулы сопровождается пением и игрой на «западных» музыкальных инструментах: гитаре, укулеле и контрабасе[1].

## История танца
С появлением на островах в 1820 году американских протестантских миссионеров хула был запрещён как языческий танец. Этому же запрету последовали и алии, представители гавайской аристократии. Тем не менее в годы правления короля Дэвида Калакауа (1874—1891), который уделял большое внимание сохранению гавайских традиций, танец был возрождён. 
В начале XX века традиция хулы претерпела значительные изменения в связи с наплывом на Гавайские острова многочисленных туристов. В результате хула стал одним из туристических развлечений и достопримечательностей Гавайев.

## Хула кахико

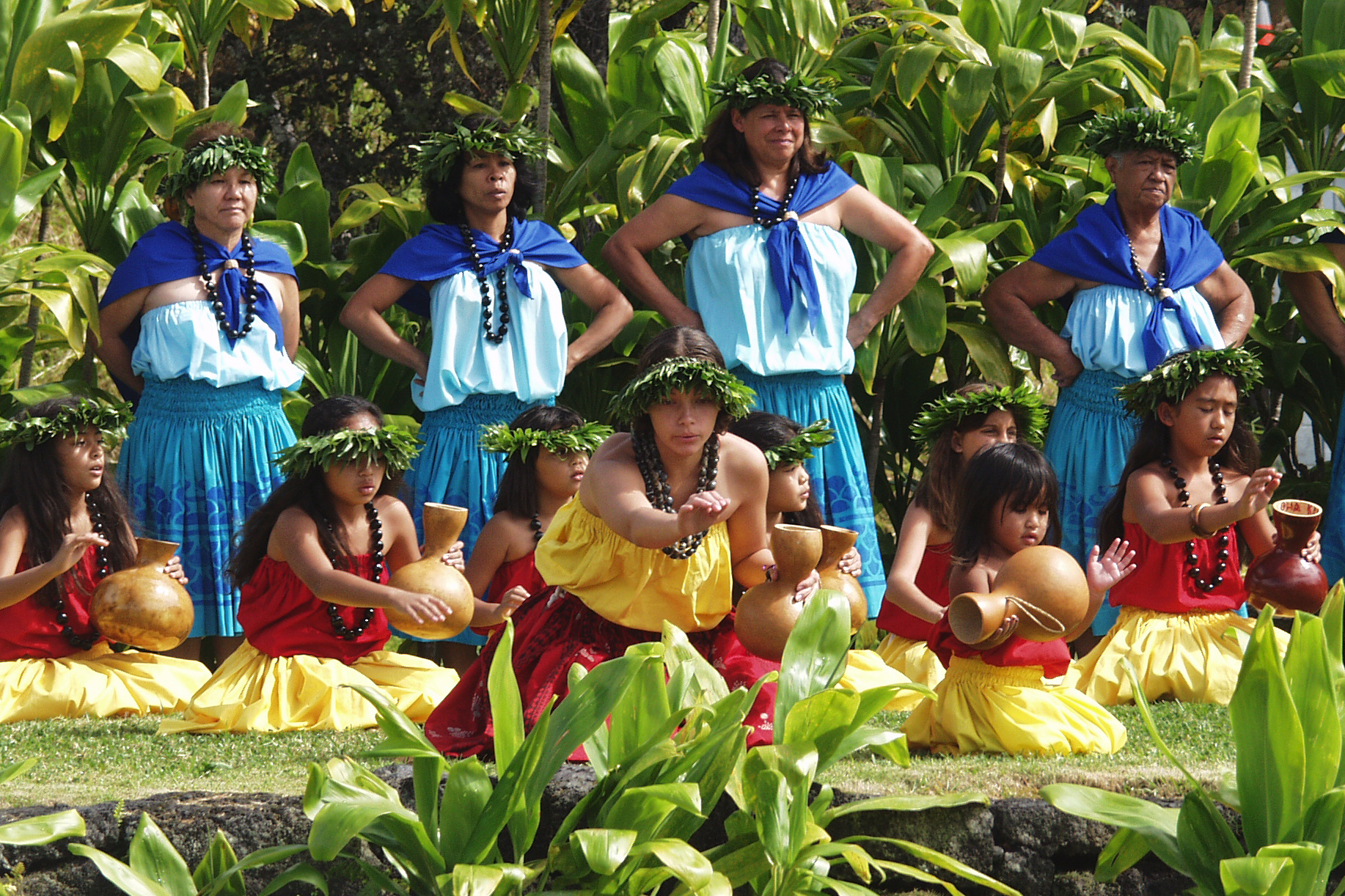
Хула кахико.

Кахико, которым, как правило, обозначают разновидности танца хула, появившиеся до 1893 года, и в которых не используются современные музыкальные инструменты, включает в себя большое разнообразие стилей и форм исполнения, от торжественной разновидности до достаточно фривольной. Значительная часть хул того времени была придумана для восхваления традиционных вождей, поэтому исполнялись они либо в их честь, либо для их развлечения.
Часть хул исполнялась на различных религиозных праздниках и церемониях, проходивших на территории гавайских храмов хеиау. При этом любая ошибка исполнителя во время танца считалась плохим знаком. Поэтому все гавайцы, которые обучались хуле, изолировались от мира и ставились под защиту богини Лака. Школа танцу называлась халау (гав. hālau), а преподавателей — куму (гав. kumu; куму переводится как «источник знаний»).
При исполнении танца танцоры делились на две группы. Первая группа, или олапа (гав. olapa), объединяла танцоров, совершавших активные движения (иногда в сопровождении музыки); вторая группа, или хоопаа (гав. hoopaʻa), состояла из исполнителей, которые сидели на земле или коленях, играли на музыкальных инструментах и принимали активное участие в пении. По сигналу куму, который сидел в группе хоопаа, поо-пуаа (гав. poo-puaʻa), лидер группы олапа, начинал исполнение песни меле, которое напоминало монотонное чтение. Впоследствии к нему подключался сам куму, как и все танцоры. Основным мотивом для песен были различные любовные истории, а также обращения к природным силам и природе в целом.
Танец сопровождался игрой на традиционных гавайских инструментах:
- ипу — гавайский барабан из тыквы;
- ипу-хеке — двойной гавайский барабан из тыквы;
- паху — барабан с мембраной из акульей кожи;
- пуниу — маленький коленный барабан, который делался из твёрдой скорлупы кокоса, с мембраной из рыбьей кожи;
- илиили — вулканический камень, подточенный водой и использовавшийся в качестве кастаньетов;
- улиули;
- пуили — бамбуковые барабанные палочки;
- калаау — палочки для отбивания ритма.

При исполнении танца танцоры носили специальную одежду. Женщины надевали юбку пау (гав. pāʻū), оставаясь с обнажённой грудью. Исполнительницы также украшали себя многочисленными браслетами (в том числе, ножными), ожерельями, а также гавайским украшением леи. Мужчины же надевали набедренные повязки, или мало (гав. malo), и различные украшения.